# Name Is 4Minute
Name Is 4Minute là EP thứ tư của nhóm nhạc nữ Hàn Quốc 4minute, phát hành ngày 26 tháng 4 năm 2013. Đĩa đơn "What's Your Name?", trở thành đĩa đơn thành công nhất của nhóm khi giành vị trí thứ nhất trên Bảng xếp hạng đĩa đơn Gaon và là một trong những đĩa đơn bán chạy nhất năm

## Bối cảnh
Vào ngày 4 tháng 2 năm 2013, Cube Entertainment thông báo rằng 4Minute sẽ trở lại trong nữa đầu năm.
Theo lời Cube Entertainment, nhóm sẽ trở lại với một phong cách mới so với trước đây, sẽ "hấp dẫn và mạnh mẽ" hơn.
EP bao gồm đĩa đơn "What's Your Name?" được sản xuất bởi Brave Brothers. Đĩa đơn này mang phong cách hip-hop, sử dụng các âm thanh độc đáo và có giai điệu nhanh. Đĩa đơn "What's My Name?" được sử dụng làm intro cho EP. Các bài hát tiếp theo: "Whatever" được nhà sản xuất mô tả là "độc đáo". "Gimme That" là một bài hát "tham vọng" với câu hỏi cách người đàn ông thể hiện sự nam tính trong tình yêu. "Domino" được mô tả "mang thể loại hip-hop và blues mạnh mẽ, cùng với giai điệu đầy năng lượng.

## Quảng bá và phát hành
Ngày 19 tháng 4, đĩa đơn chủ đề được xác nhận là “What’s Your Name?”.
EP này ban đầu được dự định phát hành vào ngày 25 tháng 4, tuy nhiên vì phải quay video bổ sung cho đĩa đơn chủ đề "What's Your Name?" vào ngày 19 tháng 4, nên Cube đã dời ngày phát hành trễ một ngày, “Cho dù chỉ 1 ngày nhưng chúng tôi sẽ làm hết sức mình để an ủi người hâm mộ vì sự chậm trễ.”
VIdeo âm nhạc của "What's Your Name?" được đăng tải vào ngày 26 thangs4, trùng với thời gian phát hành album.
Nhóm đã tiến hành quảng bá cho "What's Your Name?" trên các chương trình âm nhạc cũng với bài hát "Whatever". "What's Your Name?" đã đạt vị trí thứ nhất trên bảng xếp hạng tuần Gaon và trên Billboard Korea K-Pop Hot 100. Đĩa đơn này cũng đã đạt vị trí thứ 6 trên bảng xếp hạng Gaon cuối năm 2013.
Vào ngày 6 tháng 5 khi trong kế hoạch quảng bá album, HyunA đột ngột ngất đi do sốt cao và mất nước; cô đã nhập viện vào sáng sớm 7 tháng 5. Cube đã nhanh chóng ra thông báo rằng nhóm sẽ vẫn tiếp tục quảng bá với 4 thành viên. Tới ngày 16 tháng 5, HyunA đã trở lại nhóm để tiếp tục kế hoạch qảng bá trên M! Countdown.

## Danh sách bài hát
| STT              | Nhan đề                                               | Phổ lời                                         | Phổ nhạc                            | Thời lượng |
| ---------------- | ----------------------------------------------------- | ----------------------------------------------- | ----------------------------------- | ---------- |
| 1.               | "What's My Name?"                                     | Seo Jae-woo, Seo Young-bae                      | Seo Jae-woo, Seo Young-bae          | 1:19       |
| 2.               | "What's Your Name?" (이름이 뭐예요?; Ireumi Mwoyeyo?) | Brave Brothers                                  | Brave Brothers, Elephant Kingdom    | 3:06       |
| 3.               | "Whatever"                                            | Kim Tae-ho, D3O, Aileen De La Cruz              | D3O, Aileen De La Cruz, Seo Jae-woo | 2:58       |
| 4.               | "Gimme That"                                          | Im Sang-hyuk, Kim Tae-ho, Son Young-jin, Slrppy | Im Sang-hyuk, Son Young-jin         | 3:23       |
| 5.               | "Domino"                                              | Min Yeon-jae, Faces of Glory                    | Faces of Glory                      | 3:27       |
| Tổng thời lượng: | Tổng thời lượng:                                      | Tổng thời lượng:                                | Tổng thời lượng:                    | 14:13      |

## Bảng xếp hạng

### Bảng xếp hạng Album
| Bảng xếp hạng                    | Vị trí cao nhất |
| -------------------------------- | --------------- |
| Bảng xếp hạng tuần Gaon          | 2               |
| Bảng xếp hạng tháng Gaon         | 8               |
| Bảng xếp hạng thế giới Billboard | 13              |

### Danh số và chứng nhận
| Nhà cung cấp (2013) | Doanh số |
| ------------------- | -------- |
| Gaon physical sales | 15.620+  |

## Lịch sử phát hành
| Quốc gia | Ngày                | Định dạng       | Nhãn đĩa           |
| -------- | ------------------- | --------------- | ------------------ |
| Hàn Quốc | 26 tháng 4 năm 2013 | CD, tải nhạc số | Cube Entertainment |